# 江若鉄道

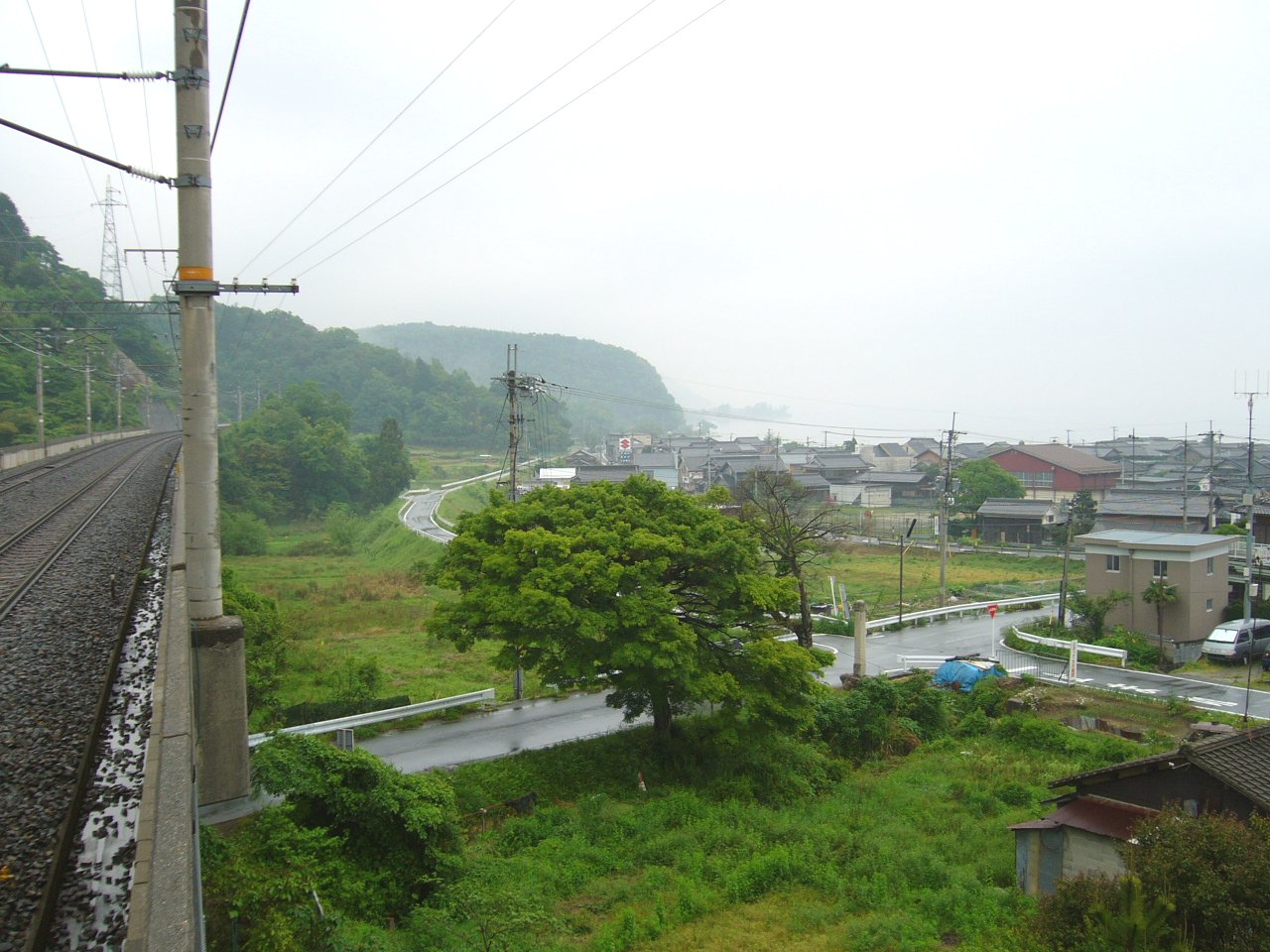
湖西線北小松駅上りホーム北端から北望
カーブする細い道が廃線跡（2006年）

江若鉄道（こうじゃくてつどう）は、かつて琵琶湖西岸に沿って滋賀県大津市の浜大津駅から滋賀県高島郡今津町（現高島市）の近江今津駅までを結んでいた鉄道を運行していた鉄道事業者。1969年に全線が廃止されたが、会社は鉄道事業廃止後も湖西線沿線など滋賀県西部で路線バス営業を行う江若交通（京阪グループ）として存続している。本項では主に同社が運営した江若鉄道線（こうじゃくてつどうせん）について述べる。

## 概要
江若鉄道とは、近江と若狭とを結ぶ目的で設立された鉄道会社である。社章は近江のOと若狭のWを組み合わせており、鉄道事業の廃止後に社名を江若交通と改めた後もOとWを組み合わせた往時を感じさせる社章が使われている。社章が刻まれた鉄道時代の境界柱がびわ湖浜大津駅付近の遊歩道、大津絵の道（廃線跡）に残っている。
1919年（大正8年）8月19日に新浜大津（大津市） - 福井県遠敷郡三宅村（現・三方上中郡若狭町）間の鉄道敷設免許状が下附され、1920年（大正9年）2月に江若鉄道が設立された。設立時の出資者には当時の滋賀県知事や比叡山延暦寺など地元有力者が名を連ねていた。会社発足時点では滋賀県下最大の企業であったという。
1921年（大正10年）に滋賀県の三井寺下 - 叡山間6kmをもって開業したのち漸次延伸し、10年後の1931年（昭和6年）には浜大津 - 近江今津間51kmを全通させた。これにより琵琶湖西岸の約2/3におよぶ縦貫鉄道路線が開通したが、以北の建設は資金不足と人口希薄地帯であるため断念した。また、当路線と重複する改正鉄道敷設表別表第77号（「滋賀県浜大津ヨリ高城ヲ経テ福井県三宅ニ至ル鉄道 及高城ヨリ分岐シテ京都府二条ニ至ル鉄道」）の後段に相当する、和邇 - 二条間についても免許の申請をおこなったが、1924年8月に却下された。
戦前にはいち早く当時日本最大クラスのガソリン動車を導入するなど、先進技術の導入には熱心であった。この気動車の導入は、京阪神圏から行楽客を呼び込むに当たり、電車に慣れた都市の住民に蒸気機関車の煙で不快な思いをさせては集客に影響するという点が要因であったという。
しかしながら、浜大津 - 坂本間は京阪電気鉄道の石山坂本線とほぼ並行しており、電車によるフリークエント運転（高頻度運転）には対抗できなかった。そのため、堅田や今津など坂本以北からの乗客が中心で、石山坂本線と棲み分けがなされていた。
戦後は自社オリジナル設計の戦前製ガソリンカーの機関をディーゼルエンジンに換装した車両に加え、日本国有鉄道（国鉄）から気動車の大量払い下げを受けて主力車としたほか、最新鋭ディーゼル機関車を相次いで導入したが、モータリゼーションに押される形で乗客は減少し、経営は苦しくなった。京阪電気鉄道の支援を受けて1961年7月より京阪の傘下となった。京阪の支援と合理化、副業部門の強化など経営努力で経営を維持していたが、国鉄湖西線建設が決定したため、同社の鉄道事業が圧迫されるとして、1969年に鉄道事業を廃止し、その鉄道用地を湖西線建設に当たる日本鉄道建設公団に売却した。
実際のところ、この江若鉄道は関西と北陸を結ぶ短絡路線として将来国鉄に買い上げてもらうことを念頭に建設されたものであった。湖西線建設の話が持ち上がった頃から地元の有力政治家を巻き込んで日本鉄道建設公団と交渉にあたり、全線のうち約31kmの路盤を同線に転用することや、同線建設の際はできる限り江若鉄道の駅を引き継ぐことで合意し、江若鉄道の廃止が決定した。ただし、実際には買い上げられた路盤のうち転用されなかった部分も少なからずあり、路盤の買い上げを表向きの理由とした営業補償という側面も強かったようである（国鉄が職員の一部引き受けを確約したことで、交渉が妥結に向かった）。現在でも湖西線の和邇 - 北小松間において駅間距離が比較的短いのは、これらの交渉結果の名残である。
買収価格のうち土地の買収価格は17億3,800万円である。路盤は総面積690,000m2のうち409,900m2（約59%）、延長では51.165kmのうち32.596km（約64%）が買収されたが、そのうち湖西線の敷地として利用された延長は27.180kmである。また、従業員302名のうち、国鉄50名・京阪電気鉄道29名・比良索道8名が採用されたほか希望退職100名がおり、残りは自動車部ならびに自動車整備工場への再就職が決まった。なお、買収価格の合計は離職者補償（3,700万円）を含む17億7,500万円だった。
江若鉄道の悲願であった福井県若狭地方への鉄道延伸は1922年公布の改正鉄道敷設法に盛り込まれ、第二次世界大戦後は国鉄がその計画を引き継いだ。近年は滋賀・福井両県が主体となる琵琶湖若狭湾快速鉄道（若狭リゾートライン）として構想がなされていたが、2016年に北陸新幹線が小浜・京都を経由することが決定したため必要性が薄れ、翌2017年に建設促進運動も中止され事実上の計画中止となった。

### 路線データ
- 路線距離（営業キロ）：浜大津 - 近江今津間51.0km
- 軌間：1,067mm
- 駅数：22駅
- 複線区間：なし（全線単線）
- 電化区間：なし（全線非電化）
- 閉塞方式：電気通票式[11]

1947年から1965年までの間は国鉄の貨物支線を介して膳所駅まで乗り入れていた（浜大津 - 膳所間2.2km）。当該区間は国鉄と京阪石山坂本線との共用区間だが、江若鉄道および国鉄は狭軌、京阪は標準軌と軌間が異なるため三線軌条となっていた。廃止まで三線軌条を使って国鉄との貨物の受け渡しを行っていた。

## 連絡乗車券
江若鉄道は、京阪系列（京阪グループ）の鉄道路線で、浜大津駅が京阪大津線との乗換駅だった経緯もあり、京阪の主要各駅から大津線・浜大津駅経由で、浜大津 - 近江今津間の各駅への連絡乗車券が販売されていた。
京阪側では、京津線急行を介して江若鉄道の列車に接続する上りの京阪特急に「比良」の副標識を装着して運行していた。

## 運行形態
1969年の廃止直前においては、浜大津 - 近江舞子間で毎時2本、近江舞子 - 近江今津間では毎時1本程度の列車が運行されていた。
また、琵琶湖での湖水浴が可能となる夏季の水泳シーズンには、水質の良い湖北寄りの湖水浴場（水泳場）へ行楽客を輸送するため、客車（国鉄より借り入れたものも含む）による臨時列車も多数運行された。1950年代半ばまでは蒸気機関車、それ以後はディーゼル機関車が牽引した。
さらに、戦前には湖西北部のスキー場への輸送のため、大阪を週末の深夜に出発し、早朝に近江今津に着く臨時列車が運行されたこともある。復路は午後に近江今津を発って夜に大阪に帰着するダイヤであった。

## 車両

### 蒸気機関車
1形1・2
建設中に用意されたアメリカ・ダヴェンポート (Davenport) 社製の軸配置C飽和式タンク機関車
3形3
開業に備えて用意された、オーレンシュタイン・ウント・コッペル社製の軸配置C飽和式タンク機関車
4形4-12
部分開業時に順次払い下げを受けた、軸配置1B1の飽和式サイドタンク機関車
559
成田鉄道（初代）6→鉄道省500形559の払い下げを受けたもの。1901年ダブス社製の軸配置1B1飽和式サイドタンク機関車
1107・1118
鉄道省1070形1107・1118の払い下げを受けたもの
100
宇部鉄道100→鉄道省205形100を譲受したもの。アメリカ・バルカン・アイアン社製の軸配置1B1飽和式サドルタンク機関車
5
播丹鉄道5に由来するアメリカ・ボールドウィン社製の軸配置1C1飽和式サイドタンク機関車
C11形C11 1・2
国鉄C11形の同形機。1947年自社発注の1号機は「ひえい」、同年宇部油化工業専用線から転入した2号機は「ひら」と称した。
2号機は1953年に三岐鉄道へ譲渡され、同年6月に三岐鉄道C11形111として竣功した。1954年11月に廃車となり北海道の羽幌炭礦鉄道へ売却され、C11形111として1970年12月の同鉄道廃止まで使用された。
1号機は1957年に雄別鉄道へ譲渡後、釧路開発埠頭に再譲渡されて使用された後、個人が保存していたが、2018年に東武鉄道に再々々譲渡された。整備の後、「C11 123」のナンバーで2022年7月18日よりSL大樹の運行に就いている。

### ディーゼル機関車

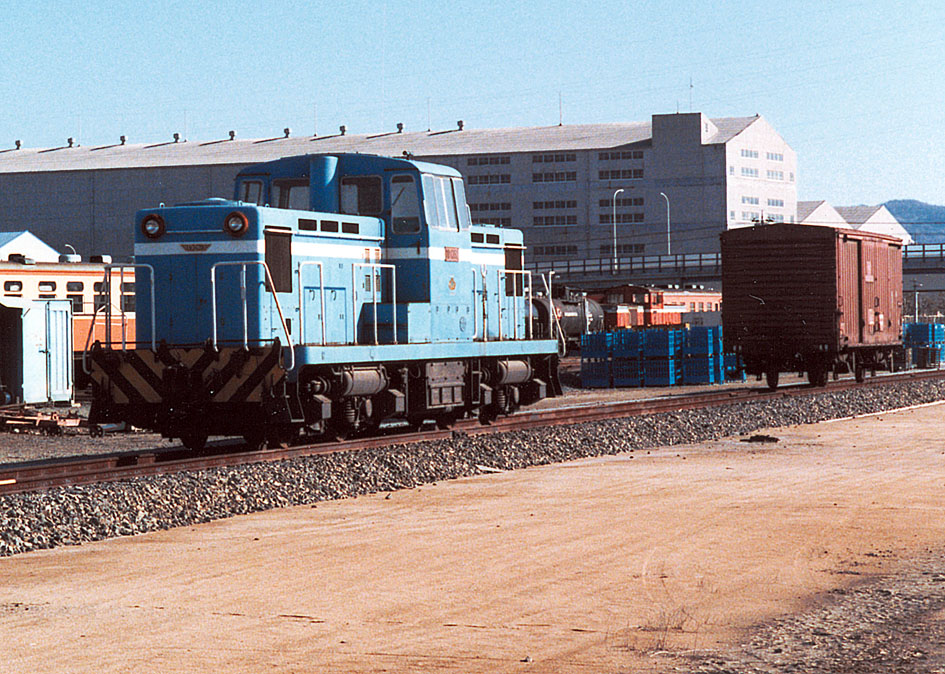
岡山臨港鉄道DD1352 （画像は部品取り用車として水島臨海鉄道に売却された後）

DC301
1952年に新三菱重工で製造されたC型30t級液体式ディーゼル機関車。セルモーター直接ではなく、一旦セルモーターで小型ガソリンエンジンを始動して、これをディーゼルエンジン本体の始動に用いるなど、この時期の新三菱重工製ディーゼル機関車に共通する、特徴的な機構を備える車両であったが、1964年にDC251と入れ替わりで別府鉄道に売却された。
DD1351
1957年に汽車製造で製造された（製造番号2758）、国鉄DD13形の同級機。上述の通り翌年より量産が開始されたDD13形第1次車の先行試作車の役割を果たしたとされ、ボンネット前面形状や前照灯形状、それにキャブ前面中央に排気管を収めた煙突がないことを除き、外観はほぼ同様でスペック的にもほぼ同等である。ただし、台車中心間隔や車体寸法、それに変速機の構造が異なり、各エンジンがそれぞれ直下の台車を独立して駆動するメカニズムを持つ。このため片エンジンのみでの走行も可能であったが、ほとんどの場合は2エンジンで使用された。廃線まで線内貨物・夏期湖水浴客輸送用旅客列車牽引などに使用の後、別府鉄道へ売却され同社DD1351となって同社線廃止まで使用された。
DD1352
DD1351と同じく汽車製造で製造された、増備機。国鉄のDD13形111号以降と同仕様となった。廃線後、岡山臨港鉄道へ売却され、1984年の廃止まで使用された。廃止後は部品取り用車として水島臨海鉄道へ売却された。
DC251
1964年に廃止となった熊延鉄道より譲受した、帝国車輌製C型25t級液体式ディーゼル機関車。浜大津の入れ替え用として使用されていたDC301の置き換え用として譲受し全線廃止直前まで使用された後、1969年10月26日に譲渡先の御坊臨港鉄道へと発送された。

### 気動車
1931年にガソリンカーを導入、同年には当時日本の私鉄気動車としては最大の18m級ガソリンカーを運用開始した先進私鉄であった。戦後もガソリンカーのディーゼルエンジン化、国鉄中古気動車の大量導入を進め、西日本きっての気動車保有私鉄となった。戦前製車両は戦後、経年による台枠垂下対策の措置としてトラスバー補強工事を施された事例が多く見られた。
C1形キニ1・キニ2
1931年川崎車両製ガソリンカー。近江今津延伸開業に備えてC3形と共に新造された、江若線初のガソリンカー。エンジンはブダBA-6で電車用J.G.ブリル社製台車を模倣した独特の台車を装着し、竣工時点としては最大級の80人乗りであった。1946年に和歌山鉄道へ譲渡されて電車化され、モハ205・206となった。
C3形キニ3
1931年日本車輌製80人乗りガソリンカー。C1形2両と同時発注の同級車であるが、車体は三岐鉄道キハ1形と同一図面による共通設計となっており、窓配置・座席配置・台車構造など様々な点でC1形と相違する。1950年に客車化されてハフ3となったが、廃線まで使用された。
C4形キニ4・キニ5
1931年日本車輌製120人乗り旅客・荷物合造ガソリンカー。100 hp級のウォーケシャ6RB機関を搭載する日本初の18 m級大型気動車。堅実な設計で好成績を収め、後続の他私鉄向け気動車や鉄道省制式気動車の開発にも影響を与えた。
C6形キニ6
1931年川崎車両製120人乗り旅客・荷物合造ガソリンカー。C4形との競作であり、C1形から継承した電車形台車や前面窓構造などが相違するが、基本的なレイアウトは共通化された。台車交換等の改造を重ねつつ使用されていたが、1965年に大改装が実施され、C25M形キハ5123となった。廃止後、関東鉄道へ売却され、竜ヶ崎線で使用。
C7形キハ7・キハ8
1932年に日本車輌本店が研究用として試作した車両を購入した、66人乗りディーゼルカー。ドイツのダイムラー・ベンツ製メルセデス・ベンツ・OM 5-S機関を搭載し、チェーンによる2軸駆動とした。当時の技術水準ではディーゼルエンジンの整備に難渋し、短期間で客車化、1941年にハフ7・8となった。
C9形キニ9・キニ11 - キニ13
日本車輌製120人乗り旅客・荷物合造ガソリンカー。基本はC4形に準ずるが、機関は鉄道省制式ガソリンエンジンであるGMF13相当品となり、浜大津で接続する京阪電鉄京津線の60型「びわこ」号の影響でこれに類似した造形の流線形が採用された。廃線後、キニ12 → C25S形キハ12とキニ13は岡山臨港鉄道へ売却されてキハ5001・キハ5002に改番され、キハ5002は1980年まで、キハ5001は1984年の廃止まで使用された。
C10形キニ10
川崎車両製120人乗り旅客・荷物合造ガソリンカー。従来同様日本車輌製のC9形と競作であるが、先行の川崎車両製気動車の台車や駆動装置に欠陥が認められ、本車では日本車輌製C9とデザインのみならず駆動装置等もほぼ同一となった。川崎車両の個性はカウキャッチャー状の排障器や車体の一部形状に見られる程度。1964年に付随車化されてハニフ10となり、翌年に切妻車体に改造されてキハ5121・キハ5122の中間付随車に組み込まれ、C22M形ハ5010と改番された。廃止後、関東鉄道へ売却され、竜ヶ崎線、常総線、筑波線で使用。
C11形キハ14（初代）
戦時中の不要不急路線撤去で休止となった善光寺白馬電鉄から1944年に譲受した日本車輌東京支店製ゼ101を前身とする。標準的な設計の66人乗りガソリンカー。ウォーケシャ6SRLを搭載。ボギー車だが小型車であり、国鉄からキハ41000形の払い下げが始まった1946年には野上電気鉄道へ譲渡されて電車化され、同社デハ22となった。
C12形キハ15
キハ14（初代）と共に戦時中の不要不急路線撤去で休止となった成田鉄道（2代目）から1944年に譲受した雨宮製作所製2軸ガソリンカーのガ101を前身とする片ボギー式60人乗りガソリンカー。1950年に新造以来のブダBTUを下ろしてハユフ15となり、1953年には新造以来の車体のままで片方の単台車を2軸ボギーへ交換して通常のボギー車となり、さらに1959年にハフ2へ改称されたが、廃線まで残存した。
C14形キハ14 - キハ17
国鉄キハ41000形の払い下げ車両で、エンジンはDA54形に変更されていた。キハ17は1965年に内装を一部改造されて畳を敷かれ、お座敷列車として使用された。キハ16は御坊臨港鉄道に売却。
C18形キハ18・キハ20 - キハ24
国鉄キハ42000形の払い下げ車両。後にキハ18・24がC5・C9・C19形などと共に大改装されて順にC28SM形キハ5121・C29M形キハ5124となり、総括制御の「気動車列車」となった。キハ5121は廃止後、関東鉄道へ売却され、竜ヶ崎線で使用された。キハ5124は加越能鉄道へ売却され、加越線で使用されたが廃線となり、関東鉄道へ売却され、常総線で使用された。
C19形キハ19
C18形と同じ国鉄キハ42000形に由来する車両だが、長門鉄道経由で譲受し、同社で座席がロングシート化されていたため、別形式とされた。後にC5・C9・C18形などと共に大改装されてL29SM形キハ5122となり、路線廃止までC28SM形キハ5121となった元のキハ18およびC22M形ハ5010となった元のキニ10 → ハニフ10と3両固定編成を組んで運用され、路線廃止後は3両揃って関東鉄道へ売却された。
C29M形キハ30
1963年に向日町の大鉄車輌で製造された、最後の自社発注気動車。台車は国鉄の廃車発生品TR29を流用した。1966年に改番されてC29M形キハ5120となり、廃止後は関東鉄道に売却され筑波線で使用された。
キハ50形キハ51・52
1964年に廃止となった熊延鉄道より譲受した、湘南型の正面2枚窓を持つ気動車。ヂハ201・202の2両を譲受してキハ51・52とした。エンジンはDMH17で、熊延鉄道時代に改造でTC2液体式変速機を搭載していたが、総括制御に対応していなかった。戦後製で車齢は若かったが、廃線時には他社譲渡されず解体された。
江若の気動車の場合、形式称号に用いられるアルファベットの「C」は、C18形まではgasoline（あるいはdiesel）Carに由来していたが、1960年代中盤以降、在来車を総括制御の「気動車列車」へ改造するに当たって、C：クロスシート・L：ロングシート・M：両側貫通・SM：片側貫通・数字：自重をそれぞれ示すよう再定義された。また、記号番号に付された「キニ」は荷物気動車ではなく、国鉄におけるキハニ、つまり旅客荷物合造気動車を示していた。

### 客車
ハ1形 (1-6)
1921年の開業に合わせて製造された3等木造2軸客車。1921年3月の開業時に導入されたハ1とハ2は枝光鉄工所製で、同年10月に増備されたハ3 - ハ6は服部製作所製。
ロハ1形 (1, 2)
ハ1形と同じく開業時に導入された2・3等合造車で枝光鉄工所製。1932年6月に2等廃止のためハ16, 17に改番。
ハフ1形 (1, 2)
ハ1形、ロハ1形と同じく開業時に導入された3等緩急車で枝光鉄工所製。
ハ7形 (7-10)
鉄道省からの払い下げ車両で木造2軸客車ハ2510、2511、2517、2521。1894年と1900年に平岡工場で製造。
ハ11形 (11-15, 16-18)
ハ11-15は鉄道省からの払い下げ車両で木造2軸客車。1895年から1897年に山陽鉄道兵庫工場製。ハ16, 17は前述のロハ1, 2からの改番、ハ18は後述のロハ3から改番。
ロハ3形 (3, 4)
鉄道省からの払い下げ車両で2・3等合造の木造2軸客車のロハ342とロハ343。ロハ3が1894年、ロハ4が1903年に平岡工場で製造された。ロハ3は前述のロハ1形（ロハ1, 2）と共に3等車のハ18へと改番。
ハフ3形 (3, 4)
鉄道省からの払い下げ車両のハフ3282と3284。ハフ3が1898年、ハフ4が1901年に平岡工場で製造。
ハフ5形 (5, 6)
鉄道省からの払い下げ車両のハフ3292と3296。ハフ5が1897年、ハフ6が1896年に平岡工場で製造。
ハフ1形 (1, 2)
1942年に2代目ハフ1形として導入された車両で1942年4月に帝国車輌にて製造された。1948年にはハユフ1形 (1, 2) に改造。
ホハ100形 (101-104)
1902年12月に関西鉄道四日市工場で製造された木造ボギー車両。ホハ101-103は関西鉄道346-348→国鉄ホハ6698-6700（形式6690）→ホハ2258-2260（形式2250）を経て1937年に入線。ホハ104は関西鉄道223→国鉄ホハ6692（形式6690）→ホハ2252（形式2250）→芸備鉄道ホハ2→国鉄ホハ2を経て1941年に入線。ホハ101は1955年に廃車されたが、ホハ102-104は1957年より車体更新を施工しナハ1957-1959となった。
ホハユニ201形 (210, 202)
山陽鉄道から国有化後に譲渡された車両。元は播但鉄道のロハニキ114, 115で市川克三商店より発売された工藤式蒸気動車である。播但鉄道時代にロハニキ114, 115からホハニ100, 101に改造、さらにホハユニ102, 101となっていた車両が江若へ入線。
ハ11 (11-13)
2代目ハ11形。播州鉄道（播丹鉄道）で使用されていた車両である梅鉢鐵工所製ロハ11とハ36, 37の3両を改造、改番。
オハ1957形 (1957-1960)
ホハ100形が老朽化したことから同車より台枠を流用し車体の鋼体化を施した車両。1957年に改造されホハ104がナハ1957、ホハ103がナハ1958、ホハ102がナハ1959となった。車体は客用ドアを内側に寄せ、バス窓を装備するなど、国鉄キハ20に似た当時としては近代的な外観へと変わった。台車は種車の雑型・TR10よりも若干年代の新しいTR11に交換。1961年6月に大鉄車輌工業でオハ1960が新造された際に3両ともナハからオハに変更された。オハ1958は近江今津方に、オハ1959は浜大津方に車掌室が付いている。
オハ27形 (2763-2765)
1964年に国鉄より譲渡された車両。オハ27形 (110, 92, 117) を譲り受け、夏季の湖水客輸送などに使用した。

### 貨車
ワフ1形 (1-4)
有蓋緩急車。ワフ1, 2が1920年12月枝光鉄工所製で路線建設時より使用されていたとされている車両。ワフ3, 4が1929年に鉄道省から譲受けた車両で日本車輌製。
ワ1形 (1-7)
10t積みの有蓋車。ワ1と2は1922年に加藤車輌で製造された新造車。ワ3-7は1931年に鉄道省より譲受けた車両。
ワム11形 (11-13)
15t積みの有蓋車。1925年に日本車輌で製造。
ワ100形 (100-105)
有蓋車。1949年に運輸省より譲受。
ワ150形 (150-152)
有蓋車。1949年に運輸省より譲受。
ワフ400形 (400)
有蓋緩急車。1949年に運輸省より譲受。
ワフ450形 (450, 451)
有蓋緩急車。1949年に運輸省より譲受。
ワフ280形 (280)
有蓋緩急車。1944年に汽車会社で製造された元国鉄のワフ28054を1962年に譲受。
ト1形 (1, 2)
無蓋車。1921年3月に枝光鉄工所で製造された。ワフ1形(1, 2)と同様に建設時より使用されていたとされる。
ト21形 (21-23)
無蓋車。1921年に鉄道省より払い下げを受けた車両でト21, 22が新橋工場製、ト3が山陽鉄道兵庫工場製。
ト31形 (31-33)
無蓋車。1922年に鉄道省より払い下げを受けた車両で、入線当初はフト1形 (1-3) であったが1928年に形式変更しト31形となった。ドイツのバンデルチーベン社製。
ト200形 (200-207)
無蓋車。1949年に運輸省より譲受。
ト250形 (250, 251)
無蓋車。1949年に運輸省より譲受。
トム300形 (300-307)
無蓋車。1949年に運輸省より譲受けた車両で元トム5000形。
廃線時に車籍のあった車両はワ2, 7、ワム11-13、ワ105、ワフ450、ワフ280、ト1、ト200, 202、トム306。
また、ト2、ト207、トム300, 301, 305の5両は江若で廃車された後に三岐鉄道へと譲渡されたが現在は全車廃車されている。

## 沿革
- 1919年（大正8年）8月19日 鉄道免許状下付（大津市 - 遠敷郡三宅村）[23]。
- 1921年（大正10年）3月15日 三井寺（後の三井寺下） - 叡山間が開業[24]。蒸気動力
- 1923年（大正12年）
  - 4月1日 叡山 - 雄琴間が開業[25]
  - 12月1日 雄琴 - 堅田間が開業[26]
- 1924年（大正13年）4月1日 堅田 - 和邇間が開業[27]
- 1925年（大正14年）4月3日 新浜大津（後の浜大津） - 三井寺間が開業[28]
- 1926年（大正15年）
  - 4月11日 和邇 - 近江木戸間が開業[29]
  - 8月15日 近江木戸 - 雄松（後の近江舞子）間が開業[30]
- 1927年（昭和2年）
  - 4月1日 雄松 - 北小松間が開業[31]
  - 12月15日 北小松 - 大溝（後の高島町）間が開業[32]
- 1928年（昭和3年）12月20日 浜大津駅移転
- 1929年（昭和4年）
  - 6月1日 大溝 - 安曇（後の安曇川）間が開業[33]
  - 8月10日 雄松駅を近江舞子駅に改称[34]
- 1930年（昭和5年）12月9日 ガソリン動力併用認可[35]。気動車導入。翌年以降、当時の日本でも最大級の18m級気動車を大量導入、私鉄業界での先駆例に。
- 1931年（昭和6年）1月1日 安曇 - 近江今津間が開業[36]
- 1932年（昭和7年）
  - 2月27日 ディーゼル動力併用認可[35]
  - 4月1日 北饗庭駅開業[37]
- 1936年（昭和11年）4月28日 鉄道免許失効（高島郡今津町-遠敷郡三宅村間 指定ノ期限マテニ工事施工認可申請ヲ為ササルタメ）[38]
- 1938年（昭和13年） 同年発行の大大津市近郷図によると、三井寺駅と滋賀駅の間に大津陸軍病院という駅があったことがうかがえる。（現在の競艇場の前辺りで臨時駅であったと思われる。）
- 1941年（昭和16年） 比良口駅を蓬莱駅に改称[39]
- 1943年（昭和18年） 大溝駅を高島町駅に改称[40]
- 1947年（昭和22年）1月25日 国鉄貨物支線に乗入れ開始（浜大津 - 膳所間）[41]
  - この区間は土地は国鉄所有、設備は国鉄と京阪電鉄の共有。両者共に営業運転（国鉄は貨物）を行っている。免許関係についての詳細は不明だが、軌間や乗り入れ先を見ると京阪ではなく国鉄と乗り入れていた形になる。
- 1949年（昭和24年）7月1日 （臨）青柳ヶ浜駅開業[42]
- 1950年（昭和25年）4月20日 （臨）競輪場前駅開業[43]
- 1951年（昭和26年）7月1日 （臨）白鬚浜駅開業[41]
- 1953年（昭和28年）7月1日 （臨）近江舞子南口駅開業[44]
- 1962年（昭和37年） （臨）近江舞子南口駅を常設駅化[44]
- 1964年（昭和39年）
  - 3月20日 （臨）競輪場前駅廃止[41]
  - 8月 江若鉄道側から買収陳情開始
- 1965年（昭和40年）7月10日 浜大津 - 膳所間の乗り入れ廃止
- 1969年（昭和44年）
  - 5月16日 日本鉄道建設公団との買収契約成立
  - 11月1日 浜大津 - 近江今津間廃止。同時に国鉄貨物支線（浜大津 - 膳所間）も廃止[41][45]
    - 営業最終日は10月31日であったが、11月1日の午前中に運賃無料（事前に配布された整理券所持者のみ乗車可）のお別れ列車を運行
    - 江若線廃止後、湖西線開業まで琵琶湖西岸での公共交通は、国鉄大津駅・京阪浜大津駅をターミナルとした江若バスをメインとし、京阪バスが応援する形で対応したが、夏季の水泳客輸送などは道路渋滞もあって定時運行が維持できず無ダイヤ状態に近かった[46]。またこのため京阪バスは一時的に更新修繕を行ったバスで対応したが、京都市内の定期観光バスの格下改造（延命工事）車などを投入し対処した。
- 1974年（昭和49年）7月20日 国鉄湖西線 山科 - 近江塩津間が開業

## 駅一覧
全駅滋賀県に所在。膳所駅 - 浜大津駅間は国鉄乗り入れ区間。駅名・接続路線の事業者名・駅の所在地・停車駅は江若鉄道廃止時点のもの。（臨）とあるのは臨時駅で、競輪場前駅以外は夏季の水泳シーズンのみ開設された。
凡例
●：停車、▲：一部の列車（1日2往復のみ）が停車、｜：通過
湖水浴臨時は、夏季の水泳シーズンの土・日曜日のみ運転
急行は、朝夕2往復のみ運転
| 駅名             | 駅間キロ | 営業キロ | 普通 | 湖水浴臨時 | 急行 | 接続路線                                                        | 所在地        | 所在地        |
| ---------------- | -------- | -------- | ---- | ---------- | ---- | --------------------------------------------------------------- | ------------- | ------------- |
| 膳所駅           | -        | (-2.2)   | ▲    |            |      | 日本国有鉄道：東海道本線 京阪電気鉄道：石山坂本線（京阪膳所駅） | 大津市        | 大津市        |
| 浜大津駅         | -        | 0.0      | ●    | ●          | ●    | 京阪電気鉄道：石山坂本線・京津線                                | 大津市        | 大津市        |
| 三井寺下駅       | 0.6      | 0.6      | ●    | ●          | ●    |                                                                 | 大津市        | 大津市        |
| （臨）競輪場前駅 | 1.8      | 2.4      | ●    | ｜         | ｜   |                                                                 | 大津市        | 大津市        |
| 滋賀駅           | 1.1      | 3.5      | ●    | ｜         | ｜   |                                                                 | 大津市        | 大津市        |
| 叡山駅           | 3.1      | 6.6      | ●    | ｜         | ｜   |                                                                 | 大津市        | 大津市        |
| 日吉駅           | 1.0      | 7.6      | ●    | ｜         | ｜   |                                                                 | 大津市        | 大津市        |
| 雄琴温泉駅       | 2.7      | 10.3     | ●    | ｜         | ｜   |                                                                 | 大津市        | 大津市        |
| 堅田駅           | 3.4      | 13.7     | ●    | ｜         | ●    |                                                                 | 大津市        | 大津市        |
| 真野駅           | 1.8      | 15.5     | ●    | ●          | ●    |                                                                 | 大津市        | 大津市        |
| 和邇駅           | 3.4      | 18.9     | ●    | ●          | ●    |                                                                 | 滋賀郡 志賀町 | 滋賀郡 志賀町 |
| 蓬萊駅           | 2.5      | 21.4     | ●    | ｜         | ｜   |                                                                 | 滋賀郡 志賀町 | 滋賀郡 志賀町 |
| 近江木戸駅       | 2.3      | 23.7     | ●    | ●          | ●    |                                                                 | 滋賀郡 志賀町 | 滋賀郡 志賀町 |
| （臨）青柳ヶ浜駅 | 1.4      | 25.1     | ●    | ●          | ●    |                                                                 | 滋賀郡 志賀町 | 滋賀郡 志賀町 |
| 比良駅           | 1.4      | 26.5     | ●    | ●          | ●    |                                                                 | 滋賀郡 志賀町 | 滋賀郡 志賀町 |
| 近江舞子南口駅   | 1.4      | 27.9     | ●    | ●          | ●    |                                                                 | 滋賀郡 志賀町 | 滋賀郡 志賀町 |
| 近江舞子駅       | 0.9      | 28.8     | ●    | ●          | ●    |                                                                 | 滋賀郡 志賀町 | 滋賀郡 志賀町 |
| 北小松駅         | 2.5      | 31.3     | ●    |            | ｜   |                                                                 | 滋賀郡 志賀町 | 滋賀郡 志賀町 |
| 白鬚駅           | 4.1      | 35.4     | ●    | ｜         |      | 高島郡                                                          | 高島町        |               |
| （臨）白鬚浜駅   | 1.2      | 36.6     | ●    | ●          |      | 高島郡                                                          | 高島町        |               |
| 高島町駅         | 1.7      | 38.3     | ●    | ●          |      | 高島郡                                                          | 高島町        |               |
| 水尾駅           | 1.9      | 40.2     | ●    | ｜         |      | 高島郡                                                          | 高島町        |               |
| 安曇川駅         | 2.4      | 42.6     | ●    | ●          |      | 高島郡                                                          | 安曇川町      |               |
| 新旭駅           | 2.6      | 45.2     | ●    | ●          |      | 高島郡                                                          | 新旭町        |               |
| 饗庭駅           | 1.5      | 46.7     | ●    | ｜         |      | 高島郡                                                          | 新旭町        |               |
| 北饗庭駅         | 1.8      | 48.5     | ●    | ｜         |      | 高島郡                                                          | 新旭町        |               |
| 近江今津駅       | 2.5      | 51.0     | ●    | ●          |      | 高島郡                                                          | 今津町        |               |

- 近江今津駅など湖西線に同名の駅が設けられた駅もあるが、位置が江若鉄道の駅と異なるものもある。特に叡山駅は後の湖西線叡山駅（現・比叡山坂本駅）よりも浜大津寄りにあり、現在の比叡山坂本駅の場所にあったのは日吉駅である[47]。なお近江木戸駅は、現在の湖西線志賀駅の場所にあった[48]。
- 駅に設置された駅名標のカナ表記は統一されず、「近江」を冠する駅では「おうみ」（近江木戸駅・近江舞子駅）と「おおみ」（近江舞子南口駅・近江今津駅）が混在していた。また、廃止された1969年においても、歴史的仮名遣に則り、雄琴温泉駅は「をごとおんせん」、水尾駅は「みづお」と表記されていた（いずれも『ありし日の江若鉄道』（大津市歴史博物館企画展図録）掲載の写真による）。

## 輸送収支実績
| 年度 | 輸送人員（人） | 貨物量（トン） | 営業収入（円） | 営業費（円） | 営業益金（円） | その他益金（円） | その他損金（円）               | 支払利子（円） | 政府補助金（円） |
| ---- | -------------- | -------------- | -------------- | ------------ | -------------- | ---------------- | ------------------------------ | -------------- | ---------------- |
| 1921 | 313,875        | 882            | 48,228         | 47,127       | 1,101          |                  |                                |                |                  |
| 1922 | 346,384        | 1,587          | 50,256         | 52,277       | ▲ 2,021        |                  |                                |                |                  |
| 1923 | 507,731        | 3,584          | 79,619         | 75,945       | 3,674          |                  |                                |                | 49,553           |
| 1924 | 690,917        | 4,661          | 116,005        | 101,754      | 14,251         |                  |                                |                | 91,029           |
| 1925 | 806,307        | 8,643          | 151,385        | 116,540      | 34,845         |                  |                                |                | 104,969          |
| 1926 | 1,020,691      | 27,447         | 208,356        | 185,997      | 22,359         |                  | 雑損4,250                      | 5,484          | 118,924          |
| 1927 | 1,102,706      | 37,115         | 250,735        | 230,940      | 19,795         | 県補助62,628     | 雑損550                        | 31,221         | 139,546          |
| 1928 | 1,149,805      | 53,213         | 340,305        | 250,238      | 90,067         | 県補助19,875     | 雑損59,225                     | 36,677         | 172,022          |
| 1929 | 1,046,846      | 64,457         | 374,385        | 291,926      | 82,459         |                  | 雑損36,263                     | 63,786         | 178,103          |
| 1930 | 930,412        | 61,009         | 349,420        | 263,752      | 85,668         |                  | 雑損12,467                     | 89,142         | 209,979          |
| 1931 | 1,040,740      | 75,524         | 396,543        | 277,333      | 119,210        | 県補助金7,966    | 雑損16,219 自動車業1,029       | 106,625        | 122,975          |
| 1932 | 1,066,983      | 90,645         | 419,904        | 251,083      | 168,821        |                  | 雑損償却金28,802 自動車2,787   | 105,804        | 164,378          |
| 1933 | 1,100,054      | 107,060        | 455,950        | 288,670      | 167,280        |                  | 雑損償却金54,526 自動車1,259   | 99,246         | 108,211          |
| 1934 | 1,082,850      | 111,997        | 470,235        | 329,219      | 141,016        |                  | 雑損償却金55,946 自動車9,833   | 86,544         | 132,381          |
| 1935 | 1,118,808      | 102,322        | 459,363        | 333,359      | 126,004        |                  | 雑損償却金124,190 自動車29,458 | 79,170         | 166,962          |
| 1936 | 1,181,727      | 91,656         | 474,508        | 305,516      | 168,992        |                  | 雑損償却金181,895 自動車6,990  | 67,958         | 110,590          |
| 1937 | 1,242,449      | 111,070        | 525,027        | 330,557      | 194,470        | 自動車砂利業653  | 雑損償却金140,487 自動車1,321  | 62,159         | 12,476           |
| 1939 | 1,566,780      | 113,167        |                |              |                |                  |                                |                |                  |
| 1941 | 2,058,037      | 152,841        |                |              |                |                  |                                |                |                  |
| 1943 | 3,066,888      | 229,726        |                |              |                |                  |                                |                |                  |
| 1945 | 3,516,616      | 136,641        |                |              |                |                  |                                |                |                  |
| 1952 | 2,549,054      | 117,742        |                |              |                |                  |                                |                |                  |
| 1958 | 3,177千        | 44,768         |                |              |                |                  |                                |                |                  |
| 1963 | 3,652千        | 40,392         |                |              |                |                  |                                |                |                  |
| 1966 | 4,001千        | 33,402         |                |              |                |                  |                                |                |                  |

- 鉄道省鉄道統計資料、鉄道統計資料、鉄道統計、国有鉄道陸運統計、地方鉄道軌道統計年報、私鉄統計年報各年度版